# Anija
Anija (německy Annia) je vesnice v estonském kraji Harjumaa, samosprávně patřící do obce Anija. Vesnice, resp. panské sídlo nacházející se na jejím dnešním území, bylo po staletí významným lokálním centrem, v němž posléze též vznikla obecní samospráva. Obec proto nese jméno Anija, byť jejím správním střediskem je dnes město Kehra.

## Poloha a přírodní podmínky
Katastr vesnice se nachází v severozápadní části území obce. Sousedí na severozápadě s vesnicí Aavere, na severovýchodě s vesnicí Partsaare, na jihovýchodě s vesnicí Kuusemäe a na jihozápadě s vesnicí Kihmla.
Katastrem vesnice z jihu k severu protéká Anijský potok (Anija oja) a rozděluje jej na dvě přibližně stejně velké části. Východní část je tvořena hlavně ornou půdou a pastvinami, uprostřed ní leží zámek obklopený zámeckým parkem a většina dalších obytných ploch. Západní část je tvořena hlavně lesy a močály. Na jihozápadě katastrálního území se rozkládá Anijská přírodní rezervace (Anija looduskaitseala).

## Dějiny
Historicky je vesnice Anija poprvé zmíněna roku 1241 jako Hanaegus. V roce 1355 zmiňují prameny panské sídlo jménem Hanneyecke. To leželo východněji, na druhém břehu řeky, ale je možno je považovat za předchůdce pozdější tvrze, zmiňované roku 1482 a ležící již na místě dnešního anijského zámku. Ten vznikl přestavbou z dřívější tvrze koncem 17. století.
Původní, ve 13. století zmiňovaná vesnice zanikla nejspíše postupným rozšiřováním panského sídla. Dnešní zástavba mimo zámecký komplex vznikla až ve 20. století u silnice na Kehru jižně od zámku.
Do obecného povědomí vstoupila Anija rokem 1858, kdy anijští sedláci (tedy poddaní anijského panství) vznesli právní protest proti příliš vysokým robotním povinnostem. Tuto událost zpracoval spisovatel Eduard Vilde v románu Kui Anija mehed Tallinnas käisid („Když se anijští muži vydali do Tallinnu“).

## Současnost
Ve vesnici v současnosti žije něco přes stovku obyvatel. Nachází se zde veřejná knihovna a sídlí zde dopravní firma MLH Reisid a stavební a strojírenská firma Katkera. Do roku 2007 byl ve vesnici koloniál. Po jeho uzavření pro nerentabilitu zajíždí do vesnice dvakrát týdně pojízdná prodejna.
V zámku má své sídlo občanské sdružení Anija Mõisa Haldus („Správa anijského zámku“), které usiluje o postupnou opravu zámeckých budov a o jejich kulturní a společenské využití. Od roku 2010 byla plánována velká rekonstrukce, která měla být hrazena ze Strukturálních fondů EU, ovšem roku 2012 byla kvůli jiným dotačním prioritám v obci odložena na neurčito.

## Pamětihodnosti

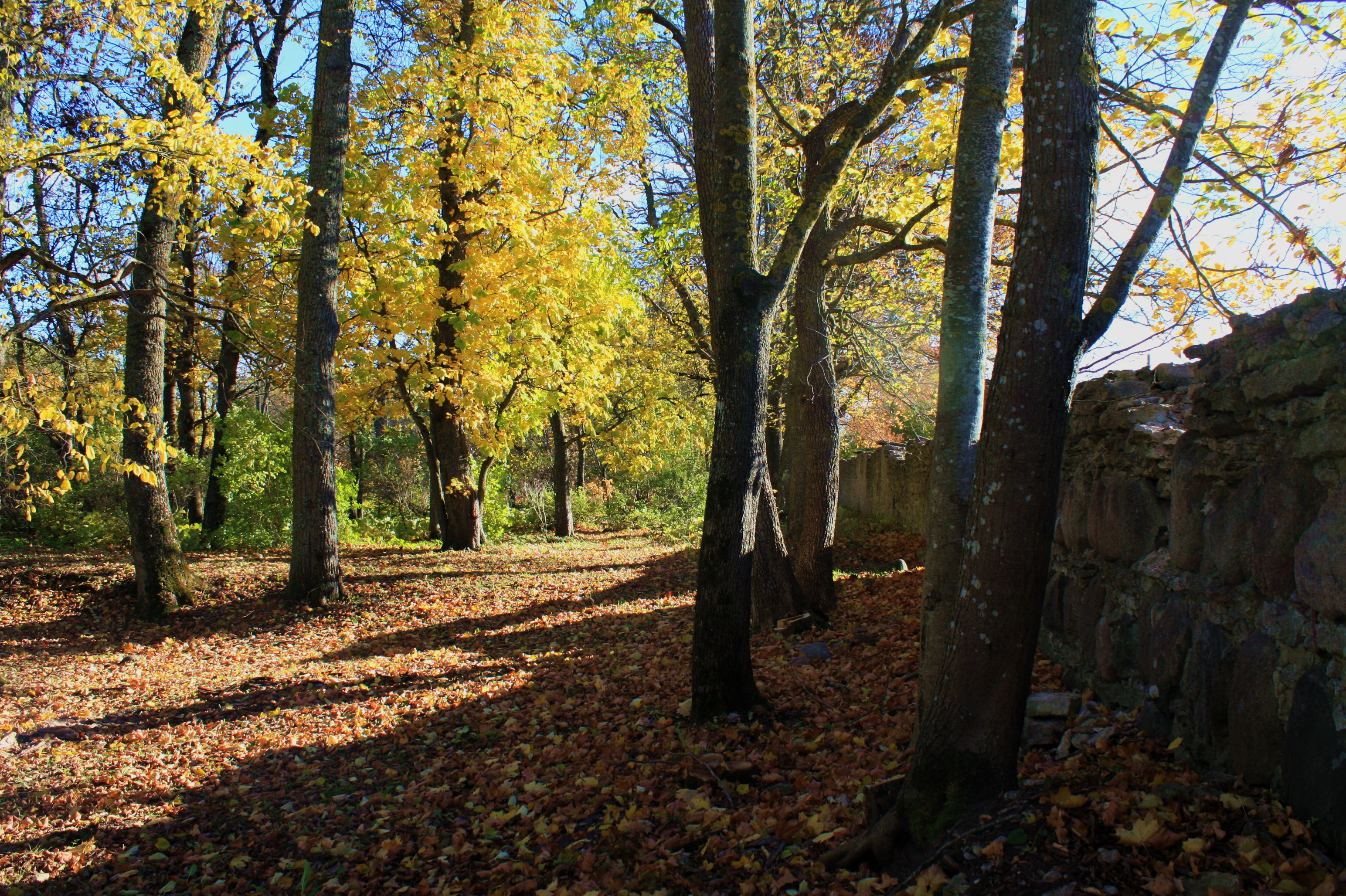
Anijský zámecký park

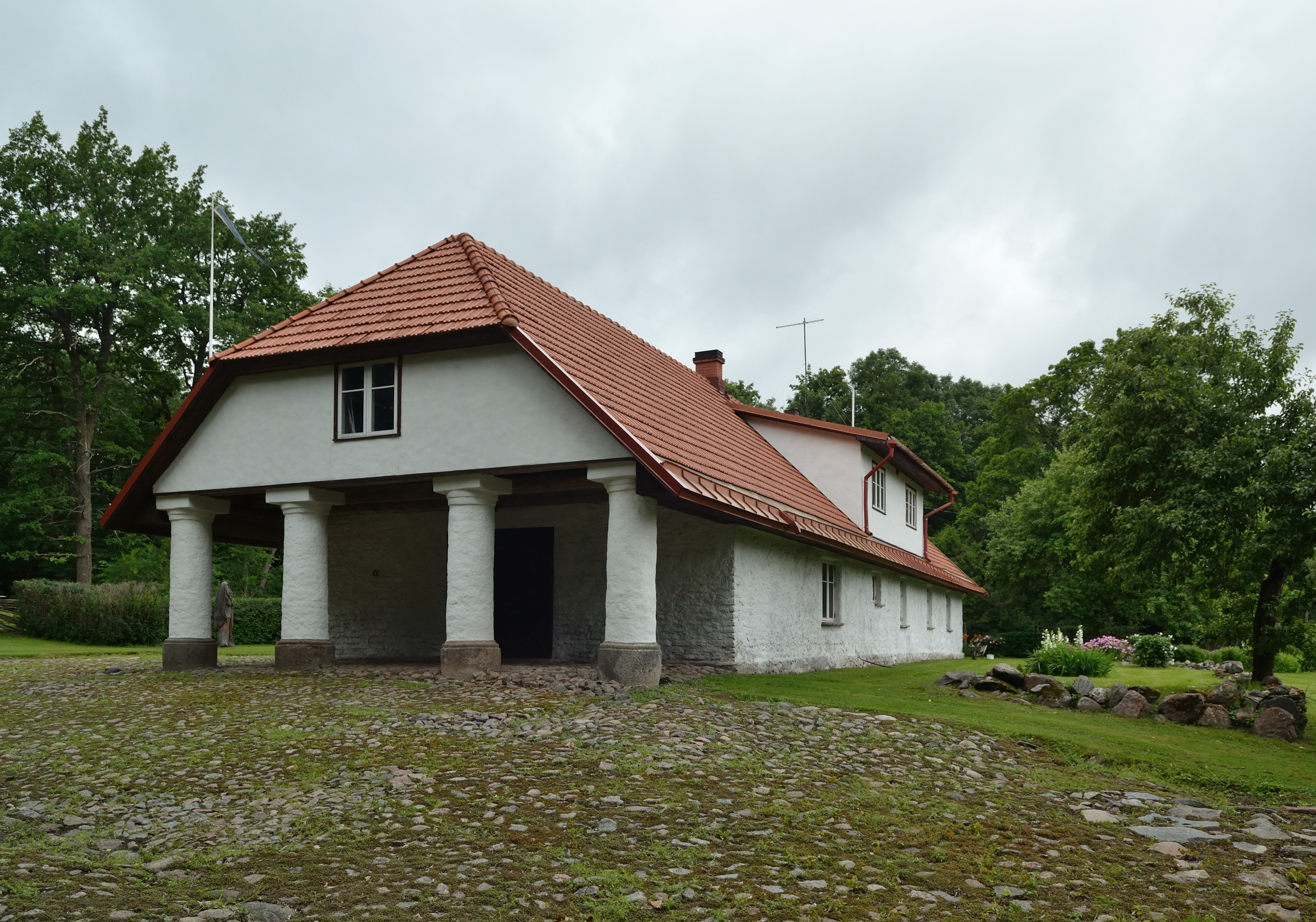
Jedna z ubytoven zemědělských dělníků

Hlavní anijskou pamětihodností je zámecký komplex. Celkem dvanáct k němu patřících objektů je registrováno jako architektonické kulturní památky:
Hlavní zámecká budovaDvouposchoďová kamenná hlavní budova anijského zámku vznikla pozdně barokní až raně klasicistní přestavbou staršího panského sídla v roce 1801 nebo 1802 při zachování některých starších částí (například komínů), pocházejících z 18. století.
Zámecký parkNejstarší část parku (v bezprostředním okolí hlavní zámecké budovy) byla založena pravděpodobně na počátku 19. století. Do dnešní rozlohy (9 ha) a podoby byl park vybudován v prvních letech 20. století. Nachází se v něm více než 80 druhů dřevin, z nich mnohé v Estonsku vzácné.
Zeď zámeckého parkuZeď, která dnes ohraničuje zámecký park, byla zčásti vybudována už v 18. století. Další části pocházejí z 19. století a z počátku 20. století, kdy byl zámecký park dobudován do dnešní podoby.
Budova zámecké kuchyněKe hlavní budově z boku přiléhá samostatná přízemní budova zámecké kuchyně, s hlavní budovou stylově sladěná, pocházející původně z 18. století a prošlá úpravami ve století 19. a 20.
Zámecká sýpkaPoměrně vzácný typ dvoupatrové zděné sýpky původně z 18. století. Budova prodělala drobné úpravy v 19. století a ve 20. století byla opatřena eternitovou střešní krytinou. V budově se zachovalo původní podsklepení a část dřevěného vybavení.
Dům zámeckého správcePřízemní budova z 19. století, opatřená obytnou půdou a sklepem. Stavba je dosti zchátralá, ale typicky zastupuje stavby svého druhu.
Dům zámeckého zahradníkaTypická přízemní budova s obytnou mansardou, vybudovaná v 19. století, několikrát upravovaná ve 20. století, dnes využívaná jako obytný dům.
Zámecká sušírnaPřízemní kamenná budova s masivními zdmi (kombinace vápence a bludných balvanů), vystavěná v 19. století původně jako prádelna a posléze adaptovaná na sušírnu. Dnes je využívána jako obytný dům.
Dvě ubytovny pro zemědělské dělníkyKamenné přízemní budovy s obytnou půdou, postavené v 19. století pro ubytování na zámeckých pozemcích pracujících zemědělských dělníků a jejich rodin.
Zámecká stájRozsáhlá stavba, obklopující ze tří stran přibližně čtvercový dvůr, vznikla v 19. století a ještě během 20. století byla upravována. Přes svůj dnešní havarijní stav je výbornou ukázkou trojkřídlé zámecké stáje.
Zámecká mlékárnaJednopatrová budova s obytnou půdou a třípatrovou věží, postavená na počátku 19. století v historizujícím slohu. V přízemí se nacházela zámecká mlékárna, horní podlaží byla od počátku obytná. Budova utrpěla výměnou oken a dalšími drobnými úpravami v sovětské době, část původního vybavení (schody, zábradlí, konzole, dveřní rámy) se však zachovala a stavba je celkově v uspokojivém stavu.
Anijskou přírodní rezervací, která se nachází jihozápadně od vesnice, vede naučná stezka. Stezka začíná u sauny usedlosti Kasemäe (asi 700 m po silnici na Raasiku, pak po polní cestě doleva asi 400 m).